# Богуславский, Людвик

Герб Прус II

Книга М. Хойнацкого о польском генерале Л. Богуславском

Людвик Бартоломей Богуславский (пол. Ludwik Bogusławski; 25 августа 1773, с. Гожице-Мале (ныне Острувского повята, Великопольского воеводства, Польши) — 1840, Варшава) — польский военачальник, генерал бригады, участник Польского восстания 1830—1831 годов.

## Биография
Представитель шляхетского рода герба Прус II.
Участник наполеоновских войн. С 1820 года в чине полковника командовал 4-м полком линейной пехоты армии Царства Польского. Принимал активное участие в ноябрьском восстании поляков в 1830—1831 годах. За отвагу, проявленную в сражении под Остроленкой, получил звание генерала бригады. Отличился в битве при Дембе-Вельке, состоявшейся 3 марта 1831 года.
Умер в Варшаве в 1840 году. Похоронен в катакомбах кладбища Старые Повонзки.

## Награды
- Золотой крест ордена Virtuti Militari (Варшавское герцогство)
- Орден Почётного легиона (Французская империя)
- Орден Святого Станислава 2-й степени (1829, Царство Польское)[4]
- Знак отличия «За XX лет беспорочной службы» (1830, Российская империя)[5]